# Gorki Leninszkije
Gorki Leninszkije (oroszul): Горки Ленинские, 1924-ig Gorki) falu Oroszországban, a Moszkvai területen, Moszkvától mintegy 10 kilométerre. Itt halt meg 1924. január 21-én Lenin.
Lakossága: 3586 fő (a 2010. évi népszámláláskor).